# Andrej Bručan
Andrej Bručan, slovenski zdravnik in politik, * 10. februar 1943, Kranj.
Na MF je 1967 diplomiral in 1976 magistriral. Od 1974 je delal na Interni kliniki v Ljubljani, od 1979 je vodil internistično prvo pomoč. Na področju intenzivne interne medicine se je posvečal zdravljenju akutnega miokardnega infarkta in bil med glavnimi organizatorji urgentne medicine v Sloveniji ter bil podpredsednik evropskega združenja za urgentno medicino.
Leta 2000 in med 3. decembrom 2004 in 6. septembrom 2007 je bil minister za zdravje Republike Slovenije.